# Ал-Бакара
Сура Ал-Бакара (арабски: سورة البقرة), „Кравата“, е втората и най-дълга сура в Корана. Тя се състои от 286 аята.

## Преглед
Името на сурата идва от аргумент от спора между пророка Моисей и евреите относно крава, която трябвало да принесат в жертва, за да разберат кой е убиецът на похитен човек. (Не бива да се бърка библейският инцидент, когато Моисей хулил народа си заради боготворенето на телеца - това също е описано и в тази сура). Ал-Бакара е мединска сура; по-голямата част от нея е низпослана през първите две годни след преселението в Медина. В сурата се разглеждат проблеми от различно естество, включително важни закони и се разказва за Адам, Моисей и Авраам. Основната тема е напътствието: подтикването на мединските езичници и юдеи да приемат исляма и предупреждава неверниците за съдбата, която Бог е отредил на тези, които в миналото не се обърнали към Бог.
Изглежда Ал-Бакара е една от най-ранните сури, която е била спомената по име в немюсюлмански писмен източник. Йоан Дамаскин (~730 година) говори за „текста за Кравата“.

## Избрани аяти
„Аятът за Престола“ (آية الكرسي) е най-известният аят от Корана и често се наизустява от мюсюлманите по света, поради своето категорично описание на властта на Аллах над цялата вселена.
Аят 216 е известен с нареждането на бог за джихад.